# Trichosanchezia chrysothrix
Trichosanchezia chrysothrix är en akantusväxtart som beskrevs av Gottfried Wilhelm Johannes Mildbraed. Trichosanchezia chrysothrix ingår i släktet Trichosanchezia och familjen akantusväxter. Inga underarter finns listade i Catalogue of Life.